# ديف جونسون (لاعب كرة قاعدة)
ديف جونسون (بالإنجليزية: Dave Johnson)‏ هو لاعب كرة قاعدة أمريكي، ولد في 24 أكتوبر 1959 في بالتيمور في الولايات المتحدة.

## وصلات خارجية
- ديف جونسون على موقعبيزبول رفرنس.كوم (الدوري الرئيسي) (الإنجليزية)
- ديف جونسون على موقعبيزبول رفرنس.كوم (الدوري الثانوي) (الإنجليزية)